# Amber Stachowski
Amber Val Stachowski (Mission Viejo, 14 de março de 1983) é uma jogadora de polo aquático estadunidense, medalhista olímpica e campeã pan-americana.

## Carreira
Amber Stachowski fez parte do elenco medalha de bronze em Atenas 2004.